# Aloe bakeri
Aloe bakeri es una especie del género Aloe de a la familia Xanthorrhoeaceae. Es originaria de Madagascar.

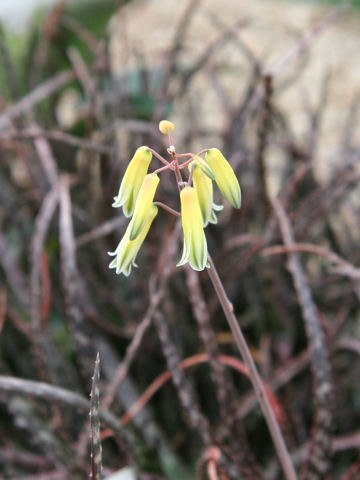
Inflorescencia

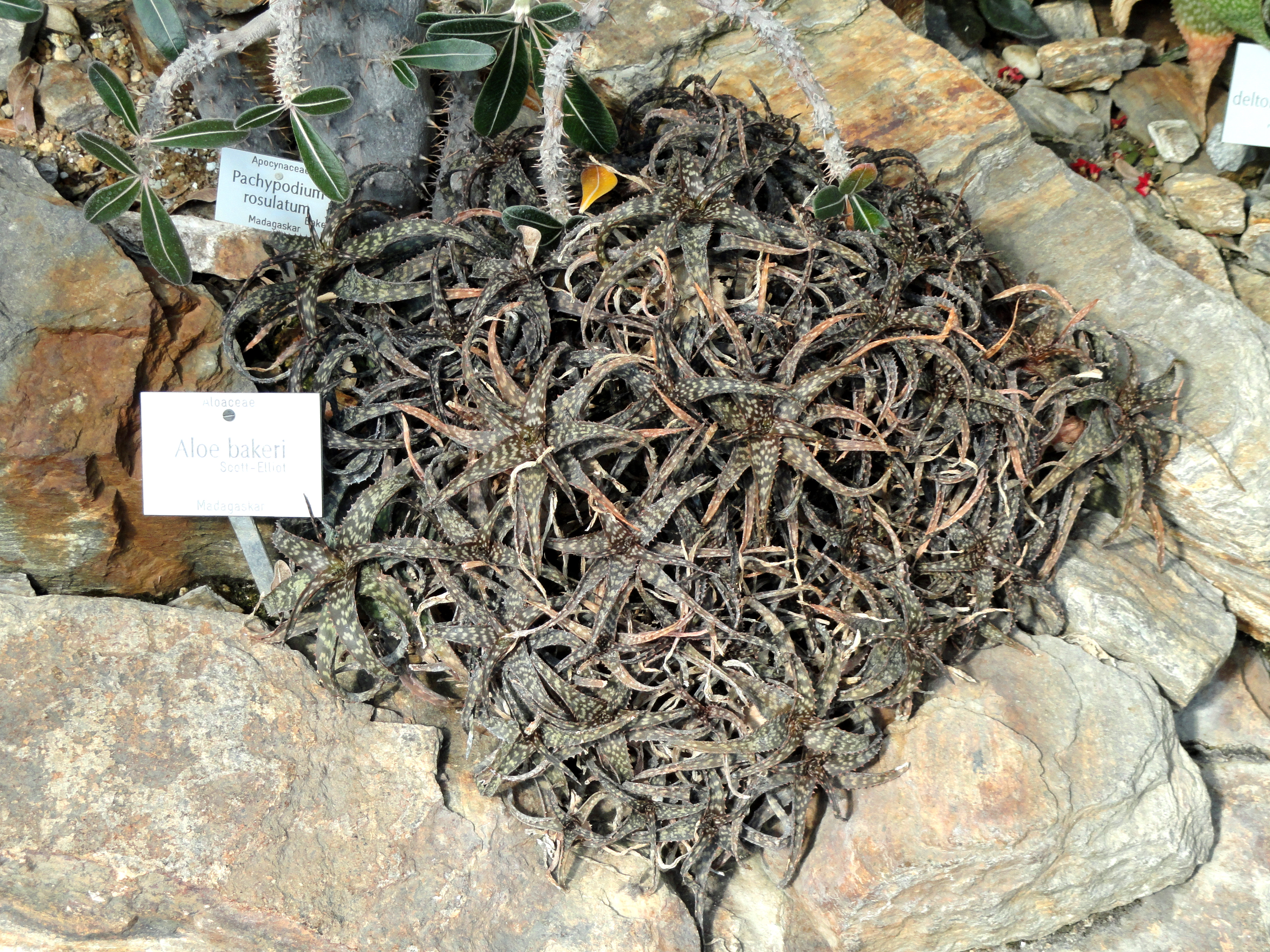
Vista de la planta

## Descripción
Aloe bakeri  forma grupos densos de hasta 100 plantas y muchas más. Los brotes miden de 10 a 20 centímetros de largo y 0,5 a 0,7 cm. Los aproximadamente doce hojas triangulares, con puntas afilada  de color verde, teñido rojizo la lámina de la hoja es de 7 cm de largo y 8 mm de ancho. En la superficie de las hojas tiene manchas verdes pálidas de vez en cuando. Los dientes blancos sólidos están en el borde de la lámina y son de 1 mm de longitud y están de 1 a 2 milímetros de distancia. Las vainas de las hojas son de 5 a 10 milímetros de largo. La inflorescencia alcanza una altura de 25 a 30 centímetros con de ocho a diez flores. Las bráctas con forma de huevo, con puntiagudas tienen una longitud de 3 mm y  1,5 mm de ancho.

## Distribución
Es una planta herbácea con las hojas suculentas que se encuentra en la provincia de Toliara en Madagascar, en las dunas en un clima húmedo a subhúmedo.

## Taxonomía
Aloe bakeri fue descrita por George Francis Scott-Elliot y publicado en Journal of the Linnean Society, Botany 29: 60, en el año 1891.
Etimología
Ver: Aloe
bakeri: epíteto otorgado en honor del botánico inglés John Gilbert Baker.
Sinonimia
- Guillauminia bakeri (Scott-Elliot) P.V.Heath[5][2]